# Raorchestes dubois
Espèce
Synonymes
- Philautus dubois Biju & Bossuyt, 2006
- Philautus duboisi Biju & Bossuyt, 2006
- Pseudophilautus dubois (Biju & Bossuyt, 2006)

Statut de conservation UICN

 VU D2 : Vulnérable
Raorchestes dubois est une espèce d'amphibiens de la famille des Rhacophoridae.

## Répartition
Cette espèce est endémique de l'État du Tamil Nadu en Inde. Elle se rencontre dans le sud des Ghâts occidentaux, entre 1 900 et 2 300 m d'altitude dans le district de Dindigul,.

## Description
Pseudophilautus dubois mesure de 19 à 21 mm pour les mâles et environ 25 mm pour les femelles. Son dos est gris verdâtre teinté d'argent et de violacé et avec une marque gris foncé en forme de V de teinte gris foncé.

## Étymologie
Son nom d'espèce lui a été donné en référence à Alain Dubois, herpétologiste français.

## Publication originale
- Biju & Bossuyt, 2006 : Two new species of Philautus (Anura, Ranidae, Rhacophorinae) from the Western Ghats, India. Amphibia-Reptilia, vol. 27, p. 1-9 (texte intégral).